# Vitantonio Liuzzi
Vitantonio Liuzzi (* 6. srpna 1981, Locorotondo) je italský automobilový závodník, bývalý pilot Formule 1.

## Osobní život
Kromě své rodné italštiny mluví anglicky a francouzsky. Je také znám svými piercingy, momentálně má 3: jeden na vrchu levého ucha, jeden na levém obočí a jeden na spodu levého ucha[zdroj?].
V minulosti žil Liuzzi v Hempsteadu, v Anglii, kde sdílel apartmán s dalším testovacím jezdcem, Christianem Klienem. Nyní žije Liuzzi v Pescaře, v Itálii.

## Motokáry
Jako většina jiných jezdců, zahájil svoji kariéru v 9 letech na motokárách (1991). V roce 1993 vyhrál Italský motokárový šampionát. V roce 1995 skončil druhý v Mistrovství světa motokár a 5. místo obsadil v Evropském šampionátu. Jeho motokárová kariéra vyvrcholila vítězství v Mistrovství světa motokár v roce 2001.

## Formule Renault, F3 a F 3000
Poté se přesunul k autům, v roce 2001 závodil v Německé Formuli Renault, kde skončil celkově na 2. místě. V šampionátu Německé Formule 3 ale dokázal vybojovat pouze 9. místo. Jinak ale v tomto roce dokázal vyhrát mezinárodní závod F3 v San Marinu a testoval pro tým Coloni ve Formuli 3000 a pro Williams ve Formuli 1. Pro sezónu 2003 si ho do Formule 3000 vyhlédl Red Bull a on sám skončil celkově na 4. místě. Na další sezónu se přesunul do týmu Arden. A v tom roce s ním dominoval, vyhrál 7 z 10 závodů a zajistil si s předstihem titul.

## Formule 1

### 2005: Red Bull

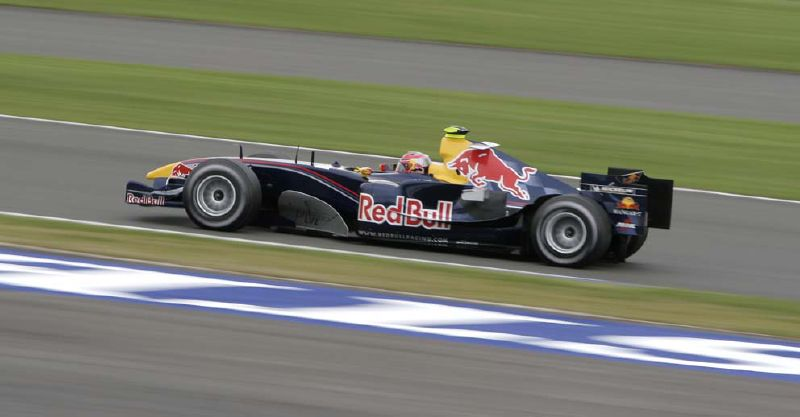
Liuzzi s třetím vozem Red Bull Racing během tréninku na Grand Prix Velké Británie 2005.

Jako své idoly uvádí bývalé mistry světa F1 Ayrtona Sennu a Nigela Mansella. Liuzziho zázračná forma v F3000 vedla ke spekulacím o jeho příchodu k Ferrari, či aspoň testování u tohoto týmu. Nebo jeho příchod k Sauberu, kam Ferrari dodávalo motory. V září roku 2004 absolvoval test se Sauberem, nicméně post závodního jezdce mu nakonec přebral bývalý mistr světa, Jacques Villeneuve. V listopadu 2004 testoval znovu, tentokrát s týmem Red Bull. A pro rok 2005 se k tomuto týmu připojil. Předpokládalo se, že bude v týmu závodit po boku Davida Coultharda. Red Bull ale raději zvolil Christiana Kliena, a pro něj zbylo místo testovacího jezdce. Ale i přes Klienovy dobré výkony v prvních 3 závodech se tým rozhodl dát v průběhu sezóny šanci i Liuzzimu. Tonio měl Kliena nahradit při závodech v San Marinu, Španělsku a Monaku. Hned v prvním závodě udělal Liuzzi po diskvalifikaci obou vozů BAR bod. Po závodech ve Španělsku a Monaku dostal ještě šanci při Grand Prix Evropy. Poté se do kokpitu vrátil Christian Klien.

### 2006–2007: Toro Rosso

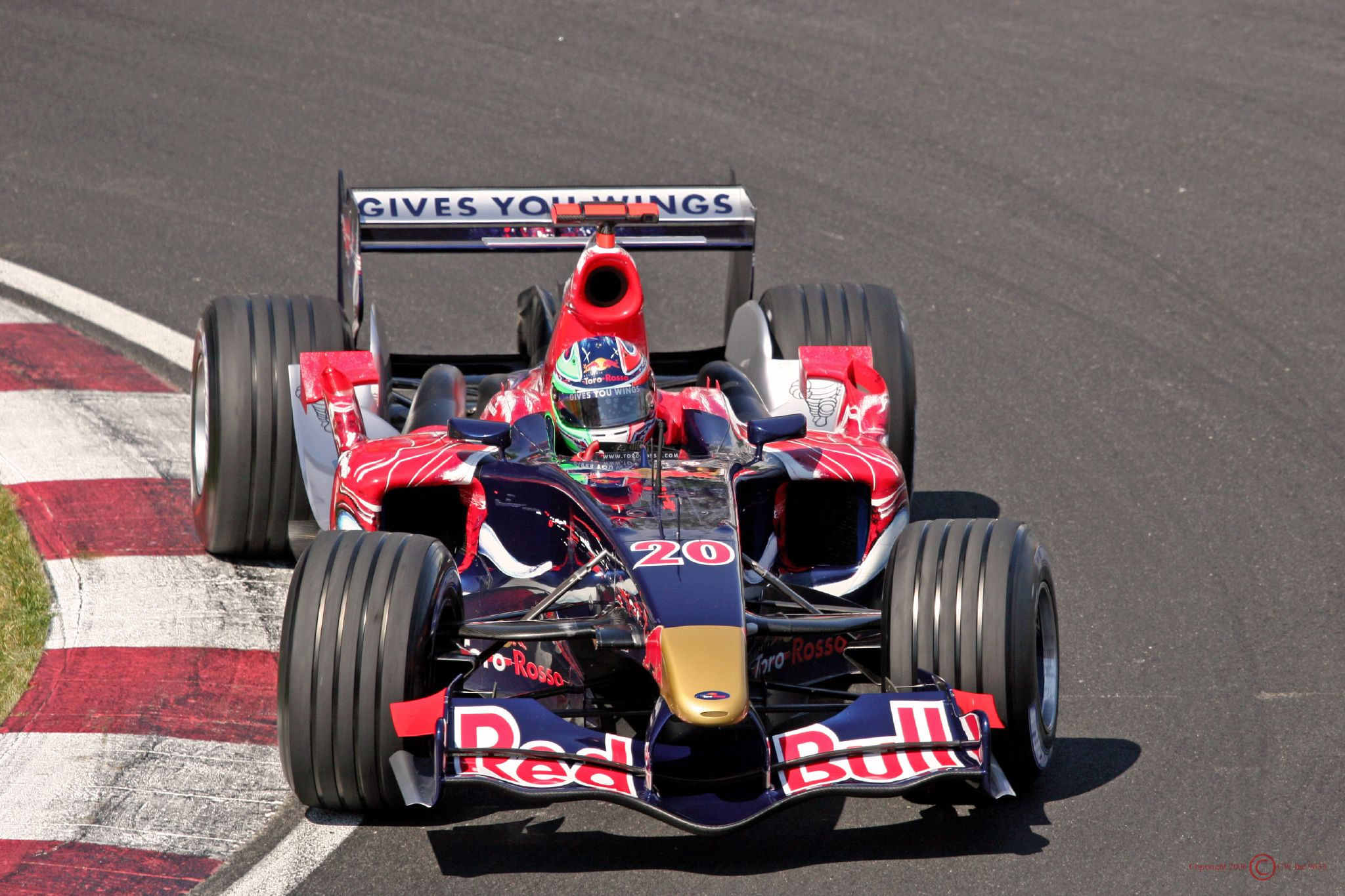
Liuzzi ve voze Toro Rosso během Grand Prix Kanady 2006.

#### 2006
Po koupi týmu Minardi, který koupil Red Bull (a přejmenoval jej na Toro Rosso), byl odměněn sedačkou v nově vzniklém „B-týmu“. Při Grand Prix USA vybojoval Liuzzi první bod pro tým, když vydřel po boji s Davidem Coulthardem a Nickem Rosbergem 8. místo. Byl to ale pro něj i pro tým jediný bod získaný v sezóně 2006.

#### 2007

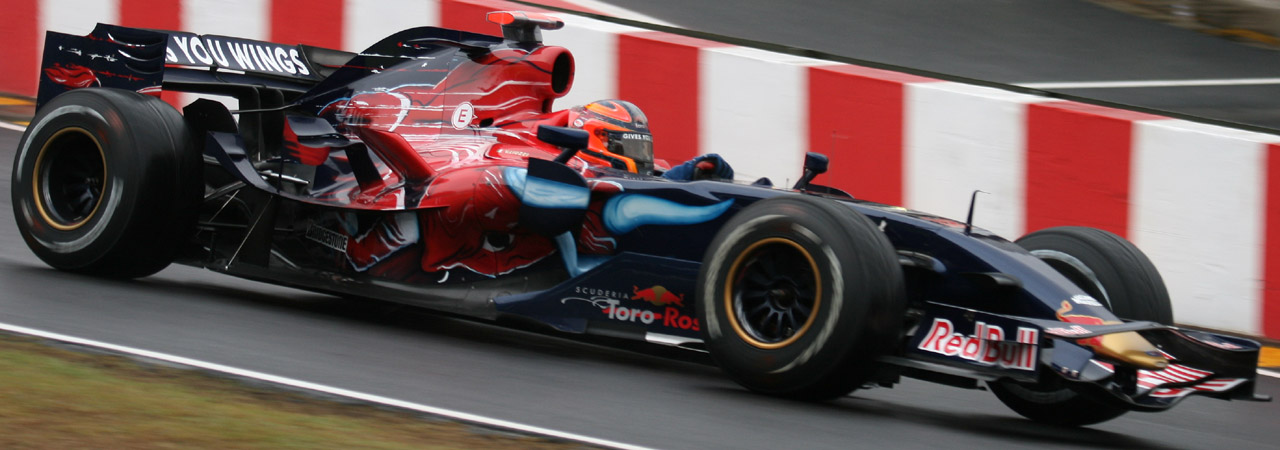
Liuzzi s vozem Toro Rosso při Grand Prix Brazílie 2007.

V týmu zůstal i pro rok 2007. Jako jezdec byl představen společně s novým typem vozu, STR2, 13. února 2007. První půlka sezóny nebyla vydařená, stejně jako jeho stájový kolega Scott Speed, hodně chyboval. Největší šanci na body měl v Kanadě, nakonec ale rozbil své Toro Rosso o „Zeď šampiónů“. V průběhu sezóny potom vyvstaly spekulace, že by jej i Speeda mohli nahradit mladý Sebastian Vettel a šampión série Champcar, Sébastien Bourdais. Nakonec byl nahrazen jen Speed, nicméně bylo potvrzeno, že Bourdais bude za Toro Rosso závodit v následující sezóně. Od té doby se Liuzziho výsledky zlepšily. V Japonsku přišel o bod jen kvůli penalizaci. Nejlepší závod jeho kariéry ale přišel v Číně. V kvalifikaci se umístil na výborném 11. místě. Po startu předjel další 3 jezdce a v průběhu závodu ještě Marka Webbera z Red Bullu, a také Nicka Heidfelda z BMW Sauber. V závodě dokázal držet krok i s pátým Jensonem Buttonem z Hondy, nakonec ale vybojoval 6. místo a 3 body.

### 2008–2010: Force India
10. srpna bylo potvrzeno, že Sébastien Bourdais bude v roce 2008 závodit za Toro Rosso. Druhou sedačku obsadil Sebastian Vettel a Liuzzi tak zůstal bez místa. Jeho manažer, bývalý šéf Lotusu Peter Collins, potvrdil, že Liuzzi ve formuli zůstane. Vypadalo to na post testovacího jezdce pro Williams, ten ale získal Nico Hülkenberg. Poté se ucházel o místo v týmu Force India, ale neuspěl. 10. ledna 2008 se tak dohodl na testování v týmu Force India, v roce 2008 a do září 2009 za ní testoval. Za tým Force India jezdil 2008–2010. Hned v prvním závodě dosáhl Tonio překvapivých výsledků a nebýt technických problémů, dojel by na bodech. Po sezoně 2010 mu nebyla prodloužena smlouva a Liuzzi se přidal k týmu HRT.

### 2011: Hispania Racing Team
Liuzzi v současné době jezdí pro tým HRT. Zatím nedosáhl na body, jeho nejlepším umístěním je 13. místo z VC Kanady.

## Kompletní výsledky
| Legenda k tabulce | Legenda k tabulce                                                                       |
| Barva             | Výsledek                                                                                |
| ----------------- | --------------------------------------------------------------------------------------- |
| Zlatá             | Vítěz                                                                                   |
| Stříbrná          | 2. místo                                                                                |
| Bronzová          | 3. místo                                                                                |
| Zelená            | Bodované umístění                                                                       |
| Modrá             | Nebodované umístění                                                                     |
| Modrá             | Dokončil neklasifikován (NC)                                                            |
| Fialová           | Odstoupil (Ret)                                                                         |
| Červená           | Nekvalifikoval se (DNQ)                                                                 |
| Červená           | Nepředkvalifikoval se (DNPQ)                                                            |
| Černá             | Diskvalifikován (DSQ)                                                                   |
| Bílá              | Nestartoval (DNS)                                                                       |
| Bílá              | Závod zrušen (C)                                                                        |
| Světle modrá      | Pouze trénoval (PO)                                                                     |
| Světle modrá      | Páteční testovací jezdec (TD)                                                           |
| Bez barvy         | Netrénoval (DNP)                                                                        |
| Bez barvy         | Vyřazen (EX)                                                                            |
| Bez barvy         | Nepřijel (DNA)                                                                          |
| Bez barvy         | Odvolal účast (WD)                                                                      |
| Bez barvy         | Nezúčastnil se (prázdné)                                                                |
| Označení          | Význam                                                                                  |
| Tučnost           | Pole position                                                                           |
| Kurzíva           | Nejrychlejší kolo                                                                       |
| †                 | Jezdec nedojel do cíle, ale byl klasifikován, protože odjel více než 90 % délky závodu. |
| ‡                 | Byl udělován poloviční počet bodů, protože bylo odjeto méně než 75 % délky závodu.      |
| Horní index       | Umístění bodujících jezdců ve sprintu                                                   |

### Formule 1
| 2005                                             | Red Bull Racing         | Red Bull RB1      | Cosworth TJ2005 3.0 V10           | AUS TD  | MAL TD  | BHR TD  | SMR 8   | ESP Ret | MON Ret | EUR 9   | CAN     | USA     | FRA TD  | GBR TD  | GER TD | HUN TD  | TUR TD  | ITA TD  | BEL TD  | BRA TD | JPN TD  | CHN TD  | 1  | 24. místo |
| 2006                                             | Scuderia Toro Rosso     | Toro Rosso STR1   | Cosworth TJ2006 3.0 V10 14 Series | BHR 11  | MAL 11  | AUS Ret | SMR 14  | EUR Ret | ESP 15† | MON 10  | GBR 13  | CAN 13  | USA 8   | FRA 13  | GER 10 | HUN Ret | TUR Ret | ITA 14  | CHN 10  | JPN 14 | BRA 16  |         | 1  | 19. místo |
| 2007                                             | Scuderia Toro Rosso     | Toro Rosso STR2   | Ferrari 056 2.4 V8                | AUS 14  | MAL 17  | BHR Ret | ESP Ret | MON Ret | CAN Ret | USA 17† | FRA Ret | GBR 16† | EUR Ret | HUN Ret | TUR 15 | ITA 17  | BEL 12  | JPN 9   | CHN 6   | BRA 13 |         |         | 3  | 18. místo |
| 2008: Vitantonio Liuzzi se neúčastnil Formule 1. |                         |                   |                                   |         |         |         |         |         |         |         |         |         |         |         |        |         |         |         |         |        |         |         |    |           |
| 2009                                             | Force India F1 Team     | Force India VJM02 | Mercedes FO 108W 2.4 V8           | AUS     | MAL     | CHN     | BHR     | ESP     | MON     | TUR     | GBR     | GER     | HUN     | EUR     | BEL    | ITA Ret | SIN 14  | JPN 14  | BRA 12  | ABU 15 |         |         | 0  | 24. místo |
| 2010                                             | Force India F1 Team     | Force India VJM03 | Mercedes FO 108X 2.4 V8           | BHR 9   | AUS 7   | MAL Ret | CHN Ret | ESP 15† | MON 9   | TUR 13  | CAN 9   | EUR 16  | GBR 11  | GER 16  | HUN 13 | BEL 10  | ITA 12  | SIN Ret | JPN Ret | KOR 6  | BRA Ret | ABU Ret | 21 | 15. místo |
| 2011                                             | Hispania Racing F1 Team | Hispania F111     | Cosworth CA2011 2,4 V8            | AUS DNQ | MAL Ret | CHN 22  | TUR 22  | ESP Ret | MON 16  | CAN 13  | EUR 23  | GBR 18  | GER Ret | HUN 20  | BEL 19 | ITA Ret | SIN 20  | JPN 23  | KOR 21  | IND    | ABU 20  | BRA Ret | 0  | 23. místo |

### Formule E
| Rok     | Tým       | Auto                   | 1       | 2       | 3   | 4   | 5      | 6      | 7      | 8     | 9      | 10  | 11  | Body | Umístění  |
| ------- | --------- | ---------------------- | ------- | ------- | --- | --- | ------ | ------ | ------ | ----- | ------ | --- | --- | ---- | --------- |
| 2014–15 | Trulli GP | Spark-Renault SRT 01E  | BEI     | PUT     | PDE | BNA | MIA 16 | LBH 13 | MON NC | BER 9 | MOS 17 | LON | LON | 2    | 23. místo |
| 2015–16 | Trulli GP | Spark-Motomatica JT-01 | BEI DNP | PUT DNP | PDE | BNA | MEX    | LBH    | PAR    | BER   | LON    | LON |     | -    | -         |

### Formule 3000
| Rok  | Tým             | Šasi        | Motor         | Gumy | 1     | 2       | 3     | 4       | 5     | 6     | 7     | 8     | 9     | 10    | Umístění | Body |
| ---- | --------------- | ----------- | ------------- | ---- | ----- | ------- | ----- | ------- | ----- | ----- | ----- | ----- | ----- | ----- | -------- | ---- |
| 2003 | Red Bull Junior | Lola B02/50 | Zytek-Judd KV | Avon | SMR 4 | ESP DNF | AUT 4 | MON DNF | EUR 2 | FRA 4 | GBR 3 | GER 4 | HUN 9 | ITA 4 | 4. místo | 39   |
| 2004 | Arden           | Lola B02/50 | Zytek-Judd KV | Avon | SMR 1 | ESP 1   | MON 1 | EUR 11  | FRA 1 | GBR 1 | GER 1 | HUN 2 | BEL 2 | ITA 1 | 1. místo | 86   |

## Juniorské formule
| Rok  | Název série            | Tým             | Pořadí    | Body | Závody | Vítězství | Pole Position | Podium |
| ---- | ---------------------- | --------------- | --------- | ---- | ------ | --------- | ------------- | ------ |
| 2001 | F Renault 2000 (GER)   | GM Motorsport   | 2. místo  | 139  | 8      | 1         | 1             | 4      |
|      | F Renault 2000 Eurocup | GM Motorsport   |           | 0    | 1      | 0         | 0             | 0      |
| 2002 | F3 (GER)               | Team BSR        | 9. místo  | 25   | 18     | 0         | 2             | 3      |
|      | F3 (ITA)               | Team BSR        | 8. místo  | 9    | 1      | 1         | 1             | 1      |
| 2003 | Formule 3000           | Red Bull Junior | 4. místo  | 39   | 10     | 0         | 1             | 2      |
|      | F Nissan World Series  | RC Motorsport   | 25. místo | 2    | 2      | 0         | 0             | 0      |
| 2004 | Formule 3000           | Arden           | 1. místo  | 86   | 10     | 7         | 9             | 9      |